# Radsport Wülflingen
Radsport Wülflingen ist ein Radsportverein aus Winterthur-Wülflingen, der sich dem Kunstradfahren und Einradhockey widmet. Der Verein gehört Swiss Indoor- & Unicycling an.

## Geschichte
Der Verein wurde 1919 nach dem Ende des Ersten Weltkriegs von zwölf Gründungsmitgliedern als ARB Wüflingen gegründet. In diesen Jahren erlebte das Radfahren im Arbeitersport einen Boom. Es wurden in und um Winterthur verschiedene Sektionen des Arbeiter-Touring-Bund gegründet, Wülflingen war eine davon. Erster Präsident war Heiri Frei, der dieses Amt bis 1926 innehatte – sein Nachfolger wurde der vorherige Aktuar Arthur König. Der Verein nahm zu dieser Zeit an verschiedenen Ausfahrten und Meisterschaften im Bezirk teil, ab 1930 wurde auch an Reigenfahrten teilgenommen. Mit Ausbruch des Zweiten Weltkriegs im Herbst 1939 wurde das Reigenfahren jedoch wieder eingestellt, und der Mitgliederbestand ging auf 38 Aktive und 10 Jugendliche zurück.
Nach Kriegsende erholte sich der Bestand jedoch schnell wieder. Bereits Ende 1945 zählte der Verein wieder 90 Mitglieder, ausserdem wurde der Name auf ATB Wülflingen geändert. 1947 zählte der Verein erstmals über 100 Mitglieder und weitere 36 Junioren, Wettkämpfe wurden jedoch weiterhin nicht bestritten. 1955 konnte der Verein erstmals einen Bundesmeistertitel im Orientierungs- und Geländefahren erringe. Danach wurde auch wieder vermehrt trainiert, sodass 1957 erstmals seit Ausbruch des Weltkriegs wieder alle Saalsportveranstaltungen bestritten wurden. 1966 wurden auch erstmals 6 Einräder gekauft und fortan auch mit diesen Sport betrieben. 1979 konnten die Reigenfahrer in den Kategorien «6er Steuerrohr», «6er Steiger» und «6er Einrad» das Verbandsfest gewinnen. Ab 1981 wurde nicht nur im Kunstradfahren, sondern auch im Reigenfahren nach neuem Reglement gekämpft, sodass die ATB-Sportler neu um den Schweizermeistertitel mitfuhren. 1992 in Bassersdorf gelang dem ATB Wülflingen im 4er der Damen sowie im 6er dieses Kunststück.
Zuletzt konnte sich im neuen Jahrtausend Fabienne Gamper zusammen mit ihrer Teampartnerin Rahel Nägele vom ATB Uzwil im 2er-Kunstradfahren für die WM 2014 in Tschechien qualifizieren, sie schlossen diese auf dem 5. Rang ab. Am 4. Oktober 2015 stellte Carmen Reymond zusammen mit ihrer Teampartnerin Sahra Walter der Freien Radler von Klettgau Löhningen mit 126,91 Punkten den aktuellen Schweizer Rekord im 2er-Kunstradfahren der Damen auf.
Mit der Vereinigung des ATB Winterthur mit der Radballsektion des RV Winterthur zum Radballclub Winterthur im Jahr 2012 war der ATB Wülflingen die letzte von ehemals sieben Sektionen des ATB auf Winterthurer Stadtgebiet. Da der ehemals ATB genannte Dachverband sich selbst in Swiss Indoor- & Unicycling unbenannt hatte, nahm der Verein dies anlässlich des 100-Jahr-Jubiläums zum Anlass, den Vereinsnamen an der Generalversammlung vom 21. Februar 2019 in Radsport Wülflingen zu ändern.